# Ezechia (nome)
Ezechia  è un nome proprio di persona italiano maschile.

## Varianti in altre lingue
- Ebraico: חִזְקִיָהוּ (Chizqiyahu, Hizqiyya)[1][2]
- Greco biblico: Ἐζεκίας (Ezekias)[1]
- Inglese: Hezekiah[1], Hizkiah[1]
- Latino: Ezechias[1]
- Polacco: Ezechiasz
- Portoghese: Ezequias

## Origine e diffusione

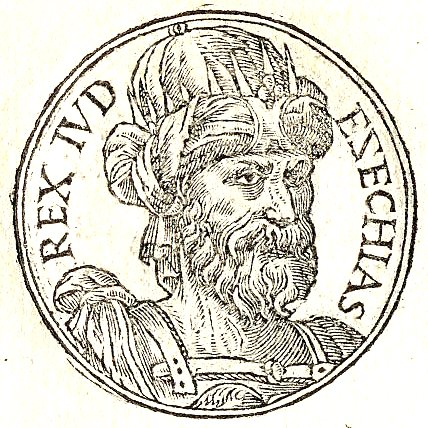
Illustrazione raffigurante il re Ezechia

Deriva dal nome ebraico חִזְקִיָהוּ (Chizqiyahu, Hizqiyya), formato da hazaq ("rafforzare", "forza") e jah (abbreviazione di "Yahweh"), "Dio rende forte", e significa quindi "Yahweh rafforza", "il Signore ha rafforzato", o "Dio è la mia forza". È di significato sostanzialmente identico ad Ezechiele; l'unica differenza fra i due nomi sta nel mondo in cui è chiamato Dio, ovvero "Yahweh" in uno ed "El" nell'altro, la stessa differenza che separa Uria da Uriele e Michea da Michele.
Viene portato, nell'Antico Testamento, dal re di Giuda Ezechia.

## Onomastico
L'onomastico si festeggia il 28 agosto in memoria di Ezechia, re di Giuda, che combatté contro gli Assiri e i Filistei, e che distrusse il serpente di bronzo fatto da Mosè, che il popolo aveva preso per idolo.

## Persone
- Ezechia da Vezzano, pittore italiano

### Varianti
- Ezequias, calciatore brasiliano
- Ezekias Papaioannou, politico cipriota